# أنطيوخس الأشقلوني
أنطيوخس الأشقلوني (باليونانية: Άντίοχος ὁ Ἀσκαλώνιος)‏ هو فيلسوف أكاديمي إغريقي ولد في سنة 125 ق م كان أحد طلاب فيلون اللاريسي ومعلم الخطيب الروماني الشهير شيشرون، عرف أنطيوخس بآرائه المتباينة عن الأكاديمية الشكية عرف بشكل جديد تركيبية عند الأفلاطونيين وسعى إلى حمل مبادئ مثل الرواقية ومبادئ المدرسة المشائية إلى الأفلاطونية وقد عارض أنطيوخس معلمه فيلون في أن العقل لديه قدرة على التمييز بين الصح والخطأ حيث طالب بتجديد المفاهيم الأفلاطونية لإدامتها وسمى شكل فلسفته بالأفلاطونية المعتدلة، توفي أنطيوخس الأشقلوني في سنة 68 ق م.